# Нидерланды на летних Олимпийских играх 2008
Нидерланды на Летних Олимпийских Играх 2008 года представляло 245 спортсменов, которые завоевали 7 золотых, 5 серебряных и 4 бронзовых медалей.

## Медалисты
| Медаль  | Спортсмен | Вид спорта           | Дисциплина                               |
| ------- | --- | -------------------- | ---------------------------------------- |
| Золото  | Мартен ван дер Вейден | Плавание             | Мужчины, марафон 10 км                   |
| Золото  | Инге Деккер Раноми Кромовидьойо Фемке Хемскерк Марлен Велдхёйс | Плавание             | Женщины, эстафета 4×100 м вольным стилем |
| Золото  | Кирстен ван дер Колк Марит ван Эйпен | Академическая гребля | Женщины, парные двойки, лёгкий вес       |
| Золото  | Марианна Вос | Велоспорт            | Женщины, гонка по очкам                  |
| Золото  | Теодора ван Грюнсвен | Конный спорт         | Индивидуальная выездка                   |
| Золото  | Мике Кобаут Даниэлле де Брёйн Рианне Гёйхелар Биуракн Хакхвердиан Нуки Клейн Симоне Кот Алетте Сейбринг Ясемин Смит Ифке ван Белкум Гиллиан ван ден Берг Марике ван дер Хам Илсе ван дер Мейден Мейке де Ной | Водное поло          | Женщины                                  |
| Золото  | Команда | Хоккей на траве      | Женщины                                  |
| Серебро | Дебора Гравенстейн | Дзюдо                | Женщины, до 57 кг                        |
| Серебро | Теодора ван Грюнсвен Ханс Петер Миндерхауд Имке Схеллекенс-Бартелс | Конный спорт         | Командная выездка                        |
| Серебро | Фемке Деккер Марлис Смюлдерс Нинке Кингма Ролин Репелар ван Дрил Аннемарике ван Румпт Хелен Тангер Сара Сигелар Аннемик де Хан Эстер Воркел (рулевая)                                                        | Академическая гребля | Женщины, восьмёрки                       |
| Серебро | Марселин де Конинг Лобке Беркхаут | Парусный спорт       | Женщины, класс «470»                     |
| Серебро | Манди Мюлдер Аннемике Бес Мерел Виттевен | Парусный спорт       | Женщины, класс «Инглинг»                 |
| Бронза  | Рубен Хаукес | Дзюдо                | Мужчины, до 60 кг                        |
| Бронза  | Хиндрик Грол | Дзюдо                | Мужчины, до 100 кг                       |
| Бронза  | Элизабет Виллебордсе | Дзюдо                | Женщины, до 63 кг                        |
| Бронза  | Эдит Босх | Дзюдо                | Женщины, до 70 кг                        |

## Результаты соревнований

### Академическая гребля
В следующий раунд из каждого заезда проходили несколько лучших экипажей (в зависимости от дисциплины). В финал A выходили 6 сильнейших экипажей, остальные разыгрывали места в утешительных финалах B-F.
Мужчины
| Соревнование | Спортсмены     | Предварительный заезд | Предварительный заезд | Предварительный заезд | Отборочный заезд | Отборочный заезд | Отборочный заезд | Четвертьфинал | Четвертьфинал | Четвертьфинал | Полуфинал     | Полуфинал     | Полуфинал     | Финал   | Финал   | Итоговое место |
| Соревнование | Спортсмены     | Заезд                 | Время                 | Место                 | Заезд            | Время            | Место            | Заезд         | Время         | Место         | Заезд         | Время         | Место         | Время   | Место   | Итоговое место |
| ------------ | -------------- | --------------------- | --------------------- | --------------------- | ---------------- | ---------------- | ---------------- | ------------- | ------------- | ------------- | ------------- | ------------- | ------------- | ------- | ------- | -------------- |
| одиночки     | Шурд Хамбургер | 6                     | 7:27,05               | 2 Q                   | Не проводится    | Не проводится    | Не проводится    | 4             | 6:57,24       | 4             | Полуфинал C/D | Полуфинал C/D | Полуфинал C/D | Финал C | Финал C | 13             |
| одиночки     | Шурд Хамбургер | 6                     | 7:27,05               | 2 Q                   | Не проводится    | Не проводится    | Не проводится    | 4             | 6:57,24       | 4             | 2             | 7:10,06       | 1             | 6:58,71 | 1       | 13             |

### Тхэквондо
Мужчины
| Соревнование | Спортсмен      | Турнир       | 1/8 финала                  | Четвертьфинал      | Полуфинал                      | Финал                | Место |
| Соревнование | Спортсмен      | Турнир       | Соперник Результат          | Соперник Результат | Соперник Результат             | Соперник Результат   | Место |
| ------------ | -------------- | ------------ | --------------------------- | ------------------ | ------------------------------ | -------------------- | ----- |
| до 68 кг     | Деннис Беккерс | За 1-е место | Сон Тхэ Джин (KOR) пор. 3:4 | Не участвовал      | Не участвовал                  | Не участвовал        | 7     |
| до 68 кг     | Деннис Беккерс | За 3-е место |                             |                    | Сервет Тазегюль (TUR) пор. 2:3 | Завершил выступление | 7     |